# 池田満寿夫美術館
池田満寿夫美術館（いけだますおびじゅつかん、英: Ikeda Masuo Art Museum）は、長野県長野市松代町にある美術館。松代城南側に立地する。
長野市で育った異才の芸術家・池田満寿夫の作品を収蔵する。栗菓子製造・販売の株式会社竹風堂（上高井郡小布施町）が運営し、竹風堂松代店に併設されている。 2017年（平成29年）6月21日、7月末をもって休館することが発表された。

## 沿革
- 1997年（平成9年）4月 - 開館
- 2017年（平成29年）7月‐休館

## 営業

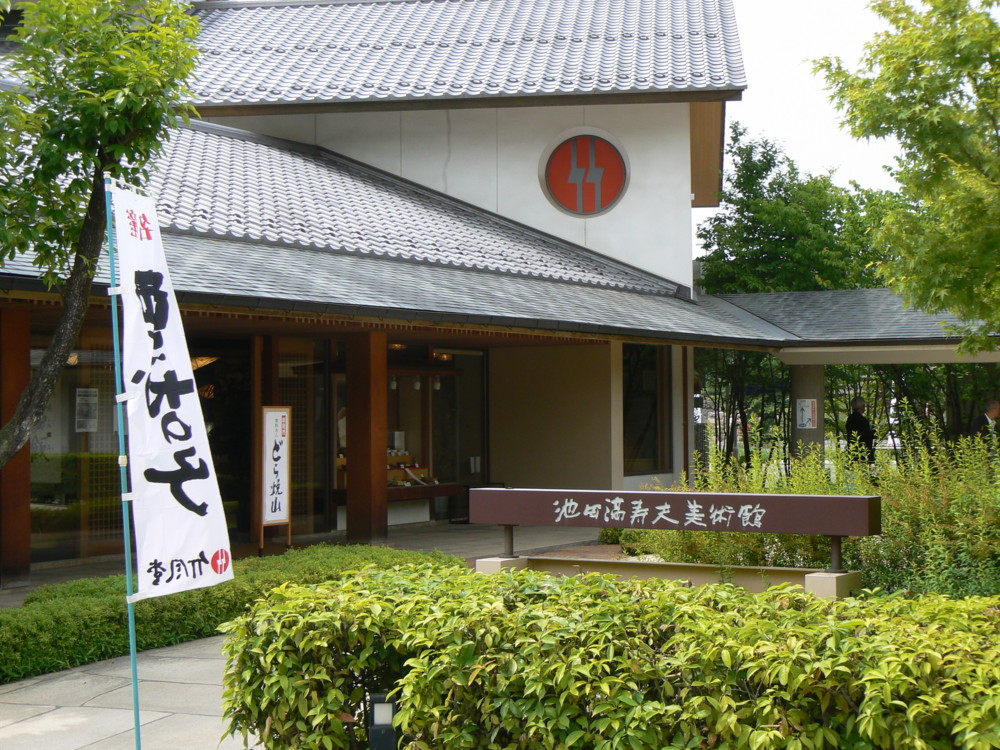
隣接する竹風堂松代店

営業時間
- 4月〜11月 - 9:00〜17:00
- 12月〜3月 - 9:30〜16:30

休館日
毎週木曜日
- 隣接する竹風堂松代店

## 交通
- JR・長野電鉄長野駅からアルピコ交通（川中島バス）30・48系統に乗車、「松代駅」下車